# Bridgeport (Nebraska)
Bridgeport es una ciudad ubicada en el condado de Morrill en el estado estadounidense de Nebraska. En el Censo de 2010 tenía una población de 1545 habitantes y una densidad poblacional de 518,27 personas por km².

## Geografía

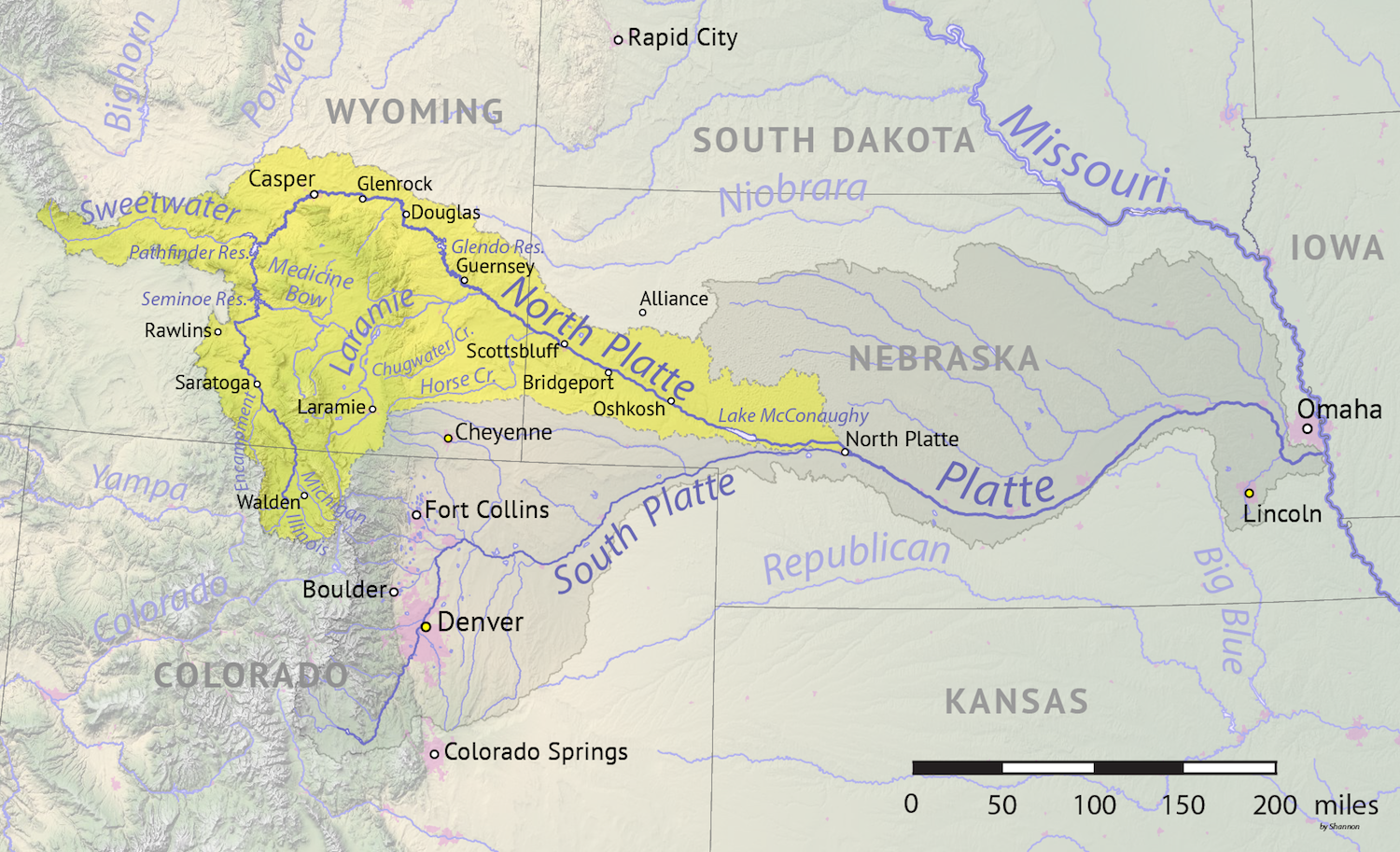
Mapa del río Platte Norte (una de las fuentes del Platte) en el que aparece Bridgeport en su curso medio

Bridgeport se encuentra ubicada en las coordenadas 41°39′49″N 103°5′47″O / 41.66361, -103.09639. Según la Oficina del Censo de los Estados Unidos, Bridgeport tiene una superficie total de 2,98 km², de la cual 2,97 km² corresponden a tierra firme y (0,26%) 0,01 km² es agua.

## Demografía
Según el censo de 2010, había 1545 personas residiendo en Bridgeport. La densidad de población era de 518,27 hab./km². De los 1545 habitantes, Bridgeport estaba compuesto por el 87,12% blancos, el 0,52% eran negros, el 1,88% eran amerindios, el 0,78% eran asiáticos, el 0% eran isleños del Pacífico, el 8,09% eran de otras razas y el 1,62% pertenecían a dos o más razas. Del total de la población el 19,22% eran hispanos o latinos de cualquier raza.